# Barycnemis gravipes
Barycnemis gravipes är en stekelart som först beskrevs av Johann Ludwig Christian Gravenhorst 1829.  Barycnemis gravipes ingår i släktet Barycnemis och familjen brokparasitsteklar. Arten är reproducerande i Sverige. Inga underarter finns listade.